# 卡尔达诺 (区块链平台)

卡尔达诺平台的标志

卡尔达诺（英語：Cardano）是一个去中心化且开源的公有区块链平台，采用基于权益证明的共识机制。它可以通过其原生加密货币艾达币（代号：ADA）进行点对点交易。
卡尔达诺由以太坊共同创始人查尔斯·霍斯金森于 2017 年发布。卡尔达诺也被称为 “日本以太坊”，因为当年项目进行首次代币发行 (ICO) 时是以日本市场为主要对象。
该项目的开发由总部设在瑞士楚格的卡尔达诺基金会管理。它也是最大的基于权益证明区块链的加密货币。权益证明被视为是比工作量证明更为环保的一种共识机制。

## 简介
卡尔达诺经常被形容为“以太坊杀手”，因为它强调比较目前以太坊 1.0 区块链更便宜的交易费用、更高可扩展性、以及更高的交易速度。
卡尔达诺称自己为 “第三代公共区块链” -- 第一代和第二代区块链分别是比特币和以太坊。
卡尔达诺的核心是 Ouroboros，一种权益证明共识算法，宣称是相比比特币的工作量证明机制，更具可扩展性和能源效率。简单来说，在权益证明共识算法下，用户不必挖掘代币，相反他们通过质押原生代币来参与区块验证和生成新区块的过程。
此外，卡尔达诺的区块链特点是分为两个独立的层：卡尔达诺结算层（CSL）和卡尔达诺计算层（CCL）。CSL 用于验证和记录 ADA 转移。CCL 层支持智能合约功能，给开发人员创建和执行应用程序。两层分开的设计是旨在让卡尔达诺减少网络拥堵。
卡尔达诺团队宣称，为 Ouroboros 算法和所有卡尔达诺技术产品，都撰写学术论文、实施同行评审流程，让学术团体进行独立审查。
卡尔达诺的启动过程将分五个阶段执行：Byron（协议核心）、Shelley（渐进式去中心化）、Goguen（适用多种资产和智能合约开发）、Basho（可扩展性和侧链授权）和 Voltaire（治理和投票）。
截至 2022 年 7 月，在卡尔达诺区块链上构建的应用有 73 个。

## 背景
卡尔达诺平台于 2015 年起开始研发，2017 年 9 月由以太坊共同创始人查尔斯·霍斯金森正式发布。
在此之前，霍斯金森在与以太坊另一位创始人维塔利克·布特林发生争执后离开了以太坊项目。当时，霍斯金森希望接受风险投资并创立一个盈利性实体，而布特林则主张让以太坊继续作为一家非营利组织运营。
在离开以太坊后，霍斯金森与前以太坊执行助理 Jeremy Wood 共同创立了区块链研发公司 IOHK（Input Output Hong Kong）以开发卡尔达诺，该公司在香港注册。此外，他还成立了在瑞士的卡尔达诺基金会、和在日本的区块链技术和风险投资公司 EMURGO。
卡尔达诺的名字源于意大利文艺复兴时期的学者吉罗拉莫·卡尔达诺，而艾达币则以英国女数学家、计算机领域先驱埃达·洛夫莱斯的名字命名。

## Сardano挖矿
本项目提供了基于智能合同创建分散应用程序的工具。在Cardano中开发人员希望解决以太坊的问题包括网络带宽低。许多人认为本项目团队成功实现了目标。因此Cardano 被列入Ethereum“潜在的杀手”平台列表。
Cardano加密货币在 PoS 算法上运行。
意思是Cardano挖矿更准确地称为质押。
有两种方式可以质押 Cardano：
- 通过运行您自己的节点（用于处理网络任务的网络节点）。本过程需要深厚的技术知识。这种工作的奖励将是增加支付。
- 通过委派任务。本过程的意义是将您的处理份额转移给拥有节点的人。作为回报，您必须与网络节点的所有者分享奖励[16]。

## 大事记
从 2015 年 9 月到 2017 年 1 月，卡尔达诺进行首次代币发行众筹，筹集了 6,200 万美元，售出约 300 亿张 ADA 兑换劵。
2019 年 9 月 28 日，IOHK 宣布与鞋类品牌 New Balance 合作，采用卡尔达诺区块链确认品牌运动鞋真伪。
2020 年 7 月，Shelley 升级推出委托质押功能。ADA 持有者能够与其他持币者汇集 ADA 代币质押以赚取收益。
2021 年 4 月 27 日，卡尔达诺宣布与埃塞俄比亚教育部合作发展区块链。
2021 年 9 月，卡尔达诺宣布 Alonzo 主网上线，为卡尔达诺区块链带来智能合约运行功能。